# Церковь Рождества Христова (Мытники)
Храм Рождества Христова — православный храм Рузского благочиния Московской епархии, расположенный в деревне Мытники Рузского района Московской области.

## История
Первая церковь в селе — деревянная, Архангела Гавриила, была построена в 1706 году владельцем села Гавриилом Ивановичем Жеребцовым и село стало называться Архангельским. В 1740 году его сын, полковник Алексей Гаврилович Жеребцов, возвёлновый, каменный, ныне существующий храм Рождества Христова.
В 1846 году были пристроены приделы: южный — мученика Харлампия и северный — святых праведных Симеона Богоприимца и Анны пророчицы. В XIX веке при храме действовала школа.
Церковь была закрыта постановлением президиума Московского облисполкома советов рабочих, крестьянских и красноармейских депутатов № 1801 от 11 июля 1934 года (по ходатайству Рузского РИКа, для культнужд), со временем была сильно разрушена.
В настоящее время летом один раз в месяц совершается литургия, по праздникам круглый год служатся молебны.